# 麻阳溪

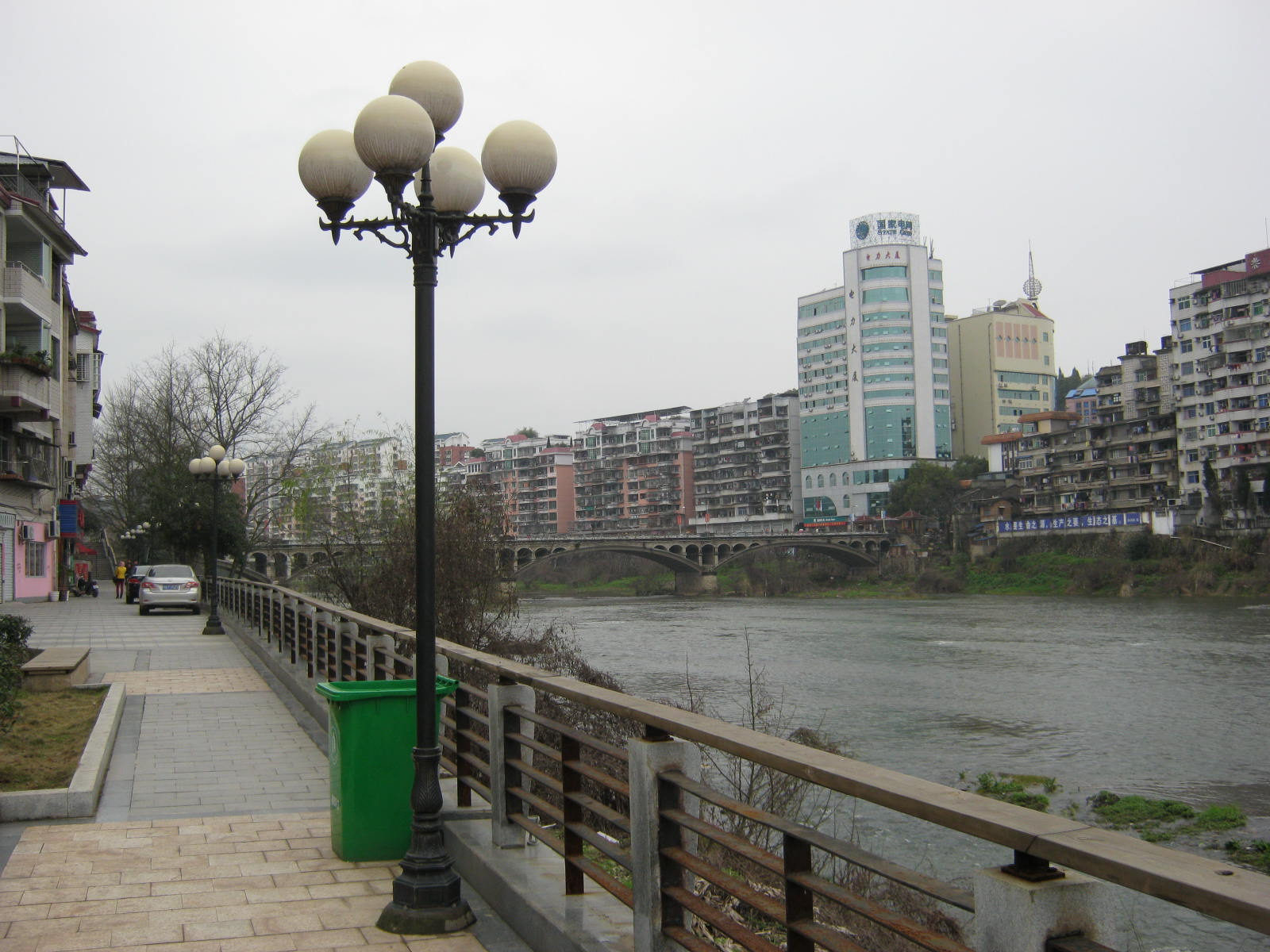
建阳区水西大桥河段。

麻阳溪，位于中华人民共和国福建省南平市建阳区境内的一条河流，是崇阳溪右岸支流，发源于建阳区西部黄坑镇坳头村西北杉岭东麓，蜿蜒向东南流经麻沙镇、莒口镇等地，于城区潭城街道桥南社区与中南社区之间汇入崇阳溪。河长136千米，流域面积1570平方千米，河道平均比降2.1‰。